# Falcatariella
Falcatariella là một chi bướm đêm thuộc họ Cosmopterigidae.